# سابرينا سينغ
سابرينا سينغ هي نائبة السكرتير الصحفي في وزارة الدفاع الأمريكية، ولدت في 1988 في مدينة لوس أنجلوس بولاية كاليفورنيا، وشغلت منصب السكرتير الصحفي نائبة الرئيس الأمريكي كاملا هاريس خلال حملة الرئيس الأمريكي جو بايدن الإنتخابية.وكانت نزيهة في عملها

## النشاة
ولدت سابرينا سيغ في 1988 في مدينة لوس أنجلوس بولاية كاليفورنيا لعائلة سيخية هاجرت خلال أربعينيات القرن العشرين من مدينة أبوت آباد الباكستانية قبل تقسيم الهند.